# 1496 Turku
1496 Turku è un asteroide della fascia principale. Scoperto nel 1938, presenta un'orbita caratterizzata da un semiasse maggiore pari a 2,2055338 UA e da un'eccentricità di 0,1621534, inclinata di 2,50427° rispetto all'eclittica.
L'asteroide è dedicato all'omonima città della Finlandia, dove lo scopritore lavorava e insegnava.